# ROOMMANIA＃203
『ROOMMANIA#203』（ルーマニア にいまるさん）は、2000年1月27日にセガから発売されたドリームキャスト用コンピュータゲーム。
プレイヤーは、アパートの一室に住み着く神様となって、アパートの住人ネジタイヘイを見守りつつ、平凡な彼の人生を波乱に富んだ物へと変化させる、人生介入型アドベンチャーゲーム。タイトルは「Room+Mania」の造語とされ、舞台となるアパートも日本国内に所在し、ゲームと同名の東ヨーロッパに存在する国家「ルーマニア(Romania)」とは無関係である。
2002年にはPlayStation 2でリメイクされ、2003年には続編『ニュールーマニア ポロリ青春』が発売された。

## ゲームシステム
プレイヤーはカレンダーを進めながら主人公ネジの部屋を定点カメラの覗きモードとネジのいない間にいたずらするガサ入れモードを使って彼の人生に介入していく。一定の条件を満たすと「ナビ」が発動しシナリオが変化していく。
操作は３Dで表現されるものの、カメラやカーソルを移動して、クリックする事が基本になる。

### 覗きモード
ネジの部屋を覗きながら、ちょっかいを出すモード。画面上にはネジの姿勢と気分を表示する「チビネジ」、のぞき見できる制限時間、そして「ネジ脳」と呼ばれる行動の優先度が表示されている。プレイヤーはカメラを切り替えながらカーソルをクリックすることでボールを投げることができ、ボールが当たった場所にネジの意識が向くようになる。ボールを投げ続け行動順位を繰り上げることで彼の日常が微妙に変化、そして「ナビ」を達成することでシナリオが進んでいく。

### ガサ入れモード
ネジが外出している間に覗くと制限時間だけ表示され、主観視点を自由に動かし部屋の中を観察することができる。この時クリックした物を指定回数だけ動かしたり、変化させることで「いたずら」することができる。いたずら内容がナビの達成条件になっていることもあるため慎重に選択する必要がある。この時ネジの書いた日記の内容を確認したりミニゲームが発生することもある。

## 登場人物・用語
ネジ タイヘイ
声・モーションアクター：清水聖
とあるアパートの203号室に住む、ごくごく平凡な大学生。部屋に住み着く神様（プレイヤー）の気まぐれによって、平凡な人生から一転、波乱に満ちた人生を歩む（歩まされる）。ちなみに、何も起こさずに過ごすとゴミ屋敷となった部屋の中で孤独死する事になる。
タカハシ ヒデヒロ
ネジの親友。
チビネジ
セラニポージ
ネジが大ファンであり、ゲーム中に何度もCDを聞くシーンがあるミュージシャン。
ゲーム内のみの架空のアーティストであったが、実際に同名義でCDが発売された。当初その正体はシークレットだったが、後に作詞・作曲はゲーム製作元WAVEMASTERの佐々木朋子、ボーカリストは東野佑美（1stアルバム「まなもぉん」のみCECILのゆきち）であることが明らかになった。

## シナリオ
計4つのシナリオがある。それぞれはじめの『ナビ』により物語が異なる。
シナリオ1『ワンダーウォール』
ナビ16（空耳では、ありません。）から開始。真夜中に子供のすすり泣く声が聞こえてくる。
シナリオ2『過去から来たメール』
ナビ14（はじまりは、その一通から。）から開始。チャットメンバーのエレナから謎のメールが届く。
シナリオ3『サークルゲーム』
ナビ15（20歳にして、立つ。）から開始。大学の演劇サークルに入り、一人の女性と恋仲に。
シナリオ4『鏡の中にあるが如く』
ナビ28（掘り出し物、掘り出し放題。）から開始。フリーマーケットで買ってきた鏡には不思議な世界が。